# Винклер, Вольфганг
Вольфганг Винклер (нем. Wolfgang Winkler, 27 октября 1940, Тегернзе, Бавария — 11 мая 2001) — западно-германский саночник, выступавший за сборную ФРГ в конце 1960-х — начале 1970-х годов. Участник двух зимних Олимпийских игр, бронзовый призёр Игр в Гренобле, многократный призёр национального первенства.

## Биография
Вольфганг Винклер родился 21 октября 1940 года в коммуне Тегернзе, федеральная земля Бавария. Активно заниматься санным спортом начал в начале 1960-х годов, вскоре прошёл отбор в национальную сборную и стал принимать участие в крупнейших международных стартах, показывая довольно неплохие результаты. Так, уже в 1961 году одержал победу на первенстве ФРГ, вновь получил этот титул в 1964-м, когда его партнёром был Ханс Пленк. Наибольшего успеха добился на чемпионате 1966 года, выиграв золото сразу в двух дисциплинах, в одноместных санях и в двухместных в паре с Фрицем Нахманом.
Благодаря череде удачных выступлений Винклер удостоился права защищать честь страны на зимних Олимпийских играх 1968 года в Гренобле, где впоследствии занял одиннадцатое место среди одиночек и завоевал бронзовую медаль в двойках. Спустя четыре года ездил соревноваться на Олимпиаду в Саппоро, успешно прошёл квалификацию и планировал побороться здесь за медали, однако в итоге оказался только на пятнадцатом месте мужской парной программы. Поскольку конкуренция в сборной на тот момент сильно возросла, вскоре Вольфганг Винклер принял решение завершить карьеру профессионального спортсмена, уступив место молодым немецким саночникам.